# Gondwanatheria
Los gondwanaterios (Gondwanatheria, gr. "bestias de Gondwana") son un clado de mamíferos fósiles que habitaron el hemisferio sur (el antiguo continente de Gondwana) entre el Cretácico superior y el Mioceno. Se conocen a partir de dientes aislados, dos cráneos parciales y un único cráneo completo. Debido al estado fragmentario de los restos su clasificación no es clara.

## Clasificación
Las afinidades del grupo no son claras y, en principio, los gondwanaterios fueron interpretados como xenartros, es decir mamíferos "desdentados" similares a los actuales osos hormigueros. Esto es algo irónico, teniendo en cuenta que fueron conocidos inicialmente solo por sus dientes. También fueron considerados como miembros de los Multituberculata y, de hecho, algunos especímenes de gondwanaterios han sido reclasificados como multituberculados. Los estudios más recientes han confirmado su posición como aloterios relacionados con los multituberculados.
Hay dos familias dentro de Gondwanatheria. La familia Sudamericidae, creada por Scillato-Yané y Pascual en 1984, incluye los géneros Sudamérica, Gondwanatherium y Lavanify. La familia Ferugliotheriidae fue nombrada por José Fernando Bonaparte en 1986, e incluye a un único género, Ferugliotherium.
Se han hallado fósiles adicionales en la India y la Antártida, donde los gondwanaterios poblaban los exuberantes bosques del período Eoceno. Algunos géneros suramericanos, antes considerados como metaterios, han sido reasignados a Gondwanatheria: el género del Eoceno Groeberia y el género del Mioceno (época Colhuehuapiense) Patagonia.
Cladograma según el análisis de Kielan-Jaworowska y Hurum, 2001.
```
 --o Gondwanatheria Mones, 1987
   |-o Familia 
Ferugliotheriidae
 
Bonaparte, 1986

   | `-o Género 
Ferugliotherium
 
Bonaparte, 1986

   |   `-- 
F. windhauseni
 
Bonaparte, 1986

   |-o Familia 
Gondwanatheridae
 
Bonaparte, 1986

   | `-o Género 
Gondwanatherium
 
Bonaparte, 1986

   |   `-- 
G. patagonicum
 
Bonaparte, 1986

   `-o Familia 
Sudamericidae
 
Scillato-Yané & Pascual, 1984
 
     |-o Género 
Lavanify
  
Krause y al., 1997

     | `-- 
L. miolaka
 
Krause y al., 1997

     `-o Género 
Sudamérica
 
Scillato-Yané & Pascual, 1984

       `-- 
S. ameghinoi
 
Scillato-Yané & Pascual, 1984
```

## Presencia en la Antártida
El hecho de que los gondwanaterios estuvieran presentes en la Antártida durante el Eoceno, mientras que desaparecían las formas suramericanas, indica que los factores que causaron su casi total extinción no afectaron al continente blanco. Los fósiles de gondwanaterios (Sudamericidae) hallados en la isla Seymour muestran adaptaciones para un estilo de vida semiacuático y quizás también para vivir en madrigueras, de modo similar al de los actuales castores. Esto sugiere una importante limitación paleoecológica relacionada con el modo de alimentarse en este grupo. En cualquier caso, a final del Eoceno el clima se volvió inhóspito y la mayor parte de la flora y fauna de la Antártida se extinguió. Entre los animales se incluían pequeños marsupiales arborícolas de dieta frugívora e insectívora, perezosos de 10 kilos de peso, ungulados de tamaño mediano a grande (los esparnoteriodóntidos y el astrapoterio Antarctodon), y entre las aves halcones y ratites.

## Géneros
Se conocen los siguientes:
- Bharattherium Prasad, Verma, Sahni, Krause, Khosla & Pamar, 2007
- Dakshina Wilson, Das Sarma & Anantharaman, 2007
- Ferugliotherium Bonaparte, 1986
- Greniodon Goin, Tejedor, Chornogubsky, López, Gelfo, Bond, Woodburne, Gurovich & Reguero, 2012
- Gondwanatherium Bonaparte, 1986
- Lavanify Krause, Prasad, von Koenigswald, Sahni & Grine, 1997
- Sudamerica Scillato-Yané & Pascual, 1984
- Trapalcotherium Rougier, Chornogubsky, Casadio,  Paéz Arango & Giallombardo, 2009
- (?) Argentodites Kielan-Jaworowska, Ortiz-Jaureguizar, Vieytes, Pascual & Goin, 2007
- Magallanodon, Goin et al., 2020